# Castello di Casanova
Il castello di Casanova o Cà Nova è un castello situato nel comune italiano di Piozzano, in provincia di Piacenza. L'edificio è situato di fronte al capoluogo comunale, sulla sponda destra del torrente Luretta.

## Storia
Il castello venne edificato nel 1646 da parte del conte Ferrante Peveri Fontana; per la sua costruzione vennero riutilizzate i materiali pietrosi provenienti dal distrutto Castelvecchio di Piozzano che si trovava sulla sponda opposta del Luretta. Successivamente la proprietà del fortilizio passò alla Camera Ducale farnesiana.
Nel 1702 la Camera Ducale dichiarò libero e allodiale e non soggetto ad alcuna feudalità il controverso palazzo di Piozzano, chiamato la Casa Nuova, eccettuato la parte vecchia di detto palazzo ossia il castello. Il 10 ottobre dello stesso anno il duca di Parma e Piacenza Francesco Farnese concesse al marchese Gaetano Peveri Fontana la parte vecchia del palazzo, la quale era stata dichiarata soggetta alla Camera Ducale. Successivamente, il fortilizio passò dalla famiglia Peveri Fontana alla famiglia Chitti.

## Struttura
L'edificio ha subito, nel corso dei secoli, dei rimaneggiamenti che lo hanno trasformato in dimora signorile; rimangono tuttavia visibili alcuni dei caratteri militari originari. Le principali modifiche apportate al complesso riguardano le parti alte della costruzione, che sono state abbattute poiché pericolanti; nonostante ciò l'edificio conserva ancora una certa imponenza. Si caratterizza per una struttura quadrangolare con torri poste sugli angoli, tre delle quali ancora presenti, mentre la quarta è stata demolita nel Novecento L'edificio era dotato, in origine, di una pusterla con ponte levatoio, della quale rimangono solo alcune tracce.
Il cortile interno presenta due loggiati, uno con arcate a sesto acuto e l'altro a tutto sesto. L'arcata del portone di ingresso è sormontata da uno scudo araldico a cartoccio realizzato in pietra e che non presenta alcuna insegna. La tradizione vuole che un cunicolo sotterraneo lo colleghi al vicino e più antico Castelvecchio.